# The Bloody Beetroots
The Bloody Beetroots – projekt muzyczny włoskiego DJ-a i producenta Sir Boba Corneliusa Rifo, utworzony w 2006 roku. Wraz z DJ-em Tommym Tea, występował jako Bloody Beetroots DJ Set (Tommy Tea nie jest już członkiem The Bloody Beetroots). Wraz z Edwardem Grinch oraz muzykiem o pseudonimie „Battle” tworzą The Bloody Beetroots Live. Jest to wykonanie DJ Set-u z użyciem instrumentów, syntezatorów oraz mikserów audio. Od połowy 2014 roku Sir Bob Cornelius Rifo występuje jako SBCR DJ Set. Najbardziej charakterystycznym elementem The Bloody Beetroots jest ukrywanie twarzy pod czarną maską inspirowaną Venomem.
21 sierpnia został wydany debiutancki album Romborama. Na albumie znaleźli się tacy artyści, jak znany DJ Steve Aoki, piosenkarka Sky Ferreira, czy włoski raper Marracash. Album został dobrze przyjęty wśród słuchaczy EDM oraz fanów undergroundowego brzmienia. Głównie za sprawą singli, takich jak Warp, Awesome oraz Cornelius, Bloody Beetroots zaczęło częściej odwiedzać festiwale, na których prezentowali się najlepsi DJ-e oraz producenci ze świata EDM.
16 września 2013 został wydany drugi studyjny album o nazwie Hide. Na płycie znalazły się takie utwory, jak „Out Of Sight” z Paula McCartneya i Youtha. „Spank” z Tai oraz Bart B More, czy Chronicle Of A Fallen Love z wokalistką Gretą Svabo Bech. Album ten nie odniósł tak wielkiego sukcesu, jak Romborama.

## Dyskografia

### LP
- 2009 – Romborama
- 2013 – HIDE
- 2017 – The Great Electronic Swindle

### EP
- 2008 – Rombo
- 2008 – Cornelius

### Single
| Rok  | Album                                              | Najwyższa pozycja na listach sprzedaży | Najwyższa pozycja na listach sprzedaży | Najwyższa pozycja na listach sprzedaży | Najwyższa pozycja na listach sprzedaży | Wytwórnia płytowa |
| Rok  | Album                                              | AUS                                    | BEL (Vl)                               | BEL (Wa)                               | FR                                     | Wytwórnia płytowa |
| ---- | -------------------------------------------------- | -------------------------------------- | -------------------------------------- | -------------------------------------- | -------------------------------------- | ----------------- |
| 2009 | „Warp 1.9” (gościnnie Steve Aoki)                  | 51                                     | 23 (Ultratip)                          |                                        |                                        | Dim Mak Records   |
| 2009 | „Awesome” (gościnnie The Cool Kids)                | 83                                     |                                        |                                        |                                        | Dim Mak Records   |
| 2009 | „Come La” (gościnnie Marracash)                    |                                        |                                        |                                        |                                        | Dim Mak Records   |
| 2010 | „2nd Streets Have No Name” (gościnnie Beta Bow)    |                                        |                                        |                                        |                                        | Dim Mak Records   |
| 2010 | „New Noise” (ze Steve Aokim, gościnnie Refused)    |                                        |                                        |                                        |                                        | Dim Mak Records   |
| 2011 | „Church of Noise” (gościnnie Dennis Lyxzén)        |                                        |                                        |                                        |                                        | Ultra Records     |
| 2012 | „Rocksteady”                                       |                                        |                                        |                                        |                                        | Ultra Records     |
| 2013 | „Chronicles of a Fallen Love” (z Gretą Svabo Bech) |                                        |                                        |                                        |                                        | Ultra Records     |
| 2013 | „Spank” (gościnnie Tai & Bart B More)              |                                        |                                        |                                        |                                        | Ultra Records     |
| 2013 | „Out of Sight” (feat. Paul McCartney & Youth)      |                                        |                                        |                                        | 97                                     | Ultra Records     |

## Koncerty w Polsce
- W 2008 zagrali na drugich urodzinach Sorry Ghettoblaster w Klubie 55 w Warszawie.
- The Bloody Beetroots 'Death Crew 77' 4 czerwca 2010 zagrali koncert na festiwalu Selector Festival w Krakowie.
- Na zaproszenie magazynu .LIVELIFE The Bloody Beetroots 'Death Crew 77' 9 września 2011 zagrali koncert w warszawskiej Stodole.
- W ramach Freeform Festival zagrali 12 października 2012 w Warszawie.
- W 2013 zagościli na festivalu ELECTROCITY w Lubiążu, który odbył się 14 sierpnia.
- W 2017 zagrali na 23. Przystanku Woodstock